# Австрійська романська мова
Австрійська романська мова була новолатинською мовою, яка існувала в районі Австрії та Східної Баварії від падіння Римської імперії до приблизно 10 століття.  

## Особливості
У провінціях Римської імперії за назвою Норікум та Реція, які знаходилися на південь від Дунаю, романізовані мешканці не зникли повністю, коли варварські навали опустошали регіон. Багатьох було винищено, а інші знайшли притулок в Італії, але деякі вижили в горах Альп. 
Ті, хто проживав у Реції, породили сучасних ладінів Швейцарії та Північної Італії, але ті, хто з Норікуму, зникли лише за кілька століть до часів Карла Великого. Отже, мова ладіно існує і сьогодні, але романська мова Норікуму (що приблизно збігається з нинішньою Австрією) зникла. Здається, поясненням є те, що Норікум і загалом нинішня Австрія були більш схильні, ніж Швейцарія, до руйнівних нападів гунів і аварів. Цією так званою "австрійською романською мовою" розмовляли в декількох містах, головне в - Ювавумі (сучасний Зальцбург). Дійсно, це римське місто стало муніципієм у 45 році н.е. за імператора Клавдія (Municipium Claudium Juvavum), ставши одним із найважливіших у провінції Норікум. Занепад Ювавума після краху оборонної лінії Норікуму був дуже швидким, до того, що у 8 столітті він став «майже цілковитою руїною». Але жменька романізованих мешканців, які пережили навали варварів, продовжували використовувати соляні шахти регіону у своїй господарчій діяльності.
Близько 700 року святий Руперт під впливом цих місцевих романізованих жителів заснував містечко під назвою Зальцбург на місці давнього римського Ювавума, розташованого на великих соляних копальнях, яким місто зобов’язане новою назвою, яке стало резиденцією єпископа в 739 р. та резиденцією католицького архієпископства в 798 році. 
Деякі вчені на кшталт Ґернота Піккоттіні вважають, що ці романізовані мешканці після майже трьох століть германського панування розмовляли романською мовою, дуже змішаною з німецькою, але характерною для них і, ймовірно, подібною до мови нинішніх ладіно Альп.  
У місті Віндобона (тепер Відень) є деякі свідчення про цих романізованих мешканців, але вони не виходять за межі 6 століття; те ж саме відбувається у всіх римських населених пунктах на півночі Австрії, як Лауріакум (поблизу Енне) та Овілава (нинішній Вельс).  
Південь Норікуму зберігав свою форму латинської мови і, безумовно, не був евакуйований (як північ) ...  
Ці романізовані групи зі своєю ймовірною австрійською романською мовою збереглися до 1000 року в районах біля Теурнії та Вірунуму в Каринтії (південь Австрії). 
Також поблизу Ліенца (на кордоні з італійським Альто-Адідже) було римське місто під назвою Аґунтум: у 1599 р. адвокат Вейт Нетліх писав про існування гробниць (тепер загублених) з "невідомими написами" близько 7 століття, що належали вцілілим мешканцям цього зруйнованого римського міста. Ці написи були, ймовірно, романською мовою, що розвинулася на півдні Австрії. Мабуть, єдине слово, яке ми зустрічаємо від цієї романської мови, - це неолатинська назва «Luenzina», яку Ліенц мав у документі від єпископства Брессаноне, складеному близько 1030 року. Романізовані втікачі з Аґунтума, які покинули це розграбоване римське місто, дали цю назву селу (пізніше австрійці його називали Ліенц), яке вони заснували, щоб вижити.

## Ретороманська мова?
Академік Піккоттіні стверджує, що австрійська романська мова належить до групи ретороманських (або, принаймні, це була проторетороманська мова), виходячи з її географічної близькості до нинішніх романшських/ладінських/фріульських районів у Швейцарсько-Італійських Альпах. Він навіть вважає, що ця мова засвоїла деякі слова з дороманської реційської мови, особливо в Тиролі. Дійсно, в західній Австрії, в землі Тироль, між Інсбруком і Вадуцом (назва столиці Ліхтенштейну походить від неолатинського слова «avadutz», тобто, «акведук» романшською) ретороманською мовою розмовляли за одне сторіччя до Великої Французької революції. 
Але деякі вчені (як Геґер) вважають, що це була окрема мова і, можливо, пов’язана зі зниклою романською мовою Паннонії, яка розвинулася в сучасній західній Угорщині навколо озера Балатон (недалеко від австрійської Каринтії). 